# Allorhogas spermaphagus
Allorhogas spermaphagus är en stekelart som beskrevs av Marsh 2000. Allorhogas spermaphagus ingår i släktet Allorhogas och familjen bracksteklar. Inga underarter finns listade i Catalogue of Life.